# NGC 32
NGC 32 é uma estrela na direção da constelação de Pegasus. O objeto foi descoberto pelo astrônomo Julius Schmidt em 1861, usando um telescópio refrator com abertura de 6,2 polegadas. 